# کوین فان هوولس
کوین فان هوولس (انگلیسی: Kevin Van Hoovels؛ زادهٔ ۳۱ ژوئیهٔ ۱۹۸۵) دوچرخه‌سوار اهل بلژیک است.